# قناة باراماونت
قناة باراماونت (بالإنجليزية: Paramount Channel)‏ هي اسم العديد من القنوات التلفزيونية التي تديرها شركة شبكات فاياكوم سي بي إس الإعلامية الدولية التي تعرض كتالوج أفلام باراماونت بيكتشرز. تم إطلاق أول قناة باراماونت في إسبانيا في 30 مارس 2012، وفي السنوات التي تلت ذلك، عملت القناة في عدد من المناطق عبر أوروبا وأمريكا اللاتينية وآسيا.

## تاريخ
حتى الآن، تم إطلاق قناة باراماونت في إسبانيا في مارس 2012، فرنسا في سبتمبر 2013، المجر في فبراير 2014، روسيا في يناير 2014،  رومانيا في 14 يناير 2014، أمريكا اللاتينية في نوفمبر 2014، السويد في ديسمبر 2014، وبولندا في مارس 2015، وإيطاليا وتايلاند في فبراير ومايو 2016، وفي الشرق الأوسط وشمال أفريقيا في أبريل 2017.
في مايو 2018، أعلنت فاياكوم أن قناة باراماونت الأصلية في إسبانيا ستتم إعادة تشغيلها كنسخة محلية من شبكة باراماونت الأمريكية، وتتحول إلى تنسيق ترفيهي عام مع المسلسلات التلفزيونية والأفلام. حدثت نفس إعادة التشغيل لشبكة باراماونت في إيطاليا في 16 مارس 2019، وفي أمريكا اللاتينية في 14 أبريل 2020.

## برمجة
قامت قناة باراماونت الأصلية في إسبانيا ببث الأفلام بشكل أساسي من الثمانينيات والتسعينيات، بالإضافة إلى المسلسل التلفزيوني الأخير. شاركت الإصدارات الدولية التي تلت ذلك تنسيقًا مشابهًا ولكن لم تكن بنفس البرمجة. على سبيل المثال، تم بث أفلام من الخمسينات والستينات والسبعينات من القرن الماضي في فرنسا، وتم بث المسلسلات التلفزيونية الأخيرة وأفلام التسعينات و العقد الأول من القرن الحادي والعشرين في إيطاليا ، وتم بث الأفلام من الخمسينات والستينات والسبعينات والثمانينيات والثمانينيات والتسعينيات وعقد 2000 وعقد 2010 في المجر وبولندا ورومانيا وروسيا والشرق الأوسط وشمال أفريقيا وأمريكا اللاتينية وجنوب شرق آسيا. بالإضافة إلى بث الأفلام، تقوم بعض الإصدارات في بلدان أخرى أيضًا ببث أحداث رياضية قتالية من الترويج لفنون الدفاع عن النفس المختلطة بيلاتور إم إم آي.